# U 69 (Kriegsmarine)
De U 69 was een VIIC-klasse U-boot van de Duitse Kriegsmarine tijdens de Tweede Wereldoorlog. hij stond onder commando van kapitein-luitenant-ter-zee Ulrich Gräf. 

## Geschiedenis
Op 17 februari 1943 ontdekte de U 69 konvooi ONS-165. Ook de U 201 maakte contact met konvooi. Bij het uitzenden van contactmeldingen werden de U-boten gepeild met HF/DF door het escorte van het konvooi, en door twee torpedobootjagers, HMS Fame en HMS Viscount tot zinken gebracht.

## Ondergang
Op 17 februari 1943 verging de U 69 door dieptebommen van de Britse Torpedobootjager HMS Fame, in positie 50° 36′ 0″ NB, 41° 7′ 0″ WL oostelijk van Newfoundland. Alle 46 manschappen waaronder hun commandant Ulrich Gräf, werden gedood.

## Voorafgaand geregistreerd feit
(Laatste herziening door FDS/NHB gedurende april 1997) - Gezonken op 17 februari 1943 in de Noord-Atlantische Oceaan, in positie 50° 50′ 0″ NB, 40° 50′ 0″ WL door Britse dieptebommen van de HMS Viscount. Deze aanval was actueel het resultaat, het tot zinken brengen van de U 201.

## Commandanten
- 2 Nov, 1940 - 28 Aug, 1941: Kptlt. Jost Metzler (Ridderkruis)
- 24 Aug, 1941 - 28 Aug, 1941: Oblt. Hans-Jürgen Auffermann
- 28 Aug, 1941 - 31 Maart, 1942: Wilhelm Zahn
- 31 Maart, 1942 - 17 Feb, 1943: Kptlt. Ulrich Gräf (+)